# Нова Деревня (Бурятія)
Нова Деревня (рос. Новая Деревня) — село Кабанського району, Бурятії Росії. Входить до складу Сільського поселення Красноярське.
Населення — 60 осіб (2015 рік).